# FC Blauw-Wit Amsterdam
Blauw-Wit (en español: Azul-Blanco) fue un club de fútbol neerlandés de Ámsterdam. El nombre del club se refiere a los colores de la equipación, azul y blanco.
Blauw-Wit se fundó en 1902, como club local de Kinkerbuurt. Desde 1928 empezó a jugar sus partidos de casa en el estadio Olímpico de Ámsterdam. El club entró en el fútbol profesional en los Países Bajos en 1954. En 1972 el club se fusionó con el A.V.V. De Volewijckers y el DWS Amsterdam para formar el FC Amsterdam. Blauw-Wit continuó como un club amateur, que aún existe hoy en día.

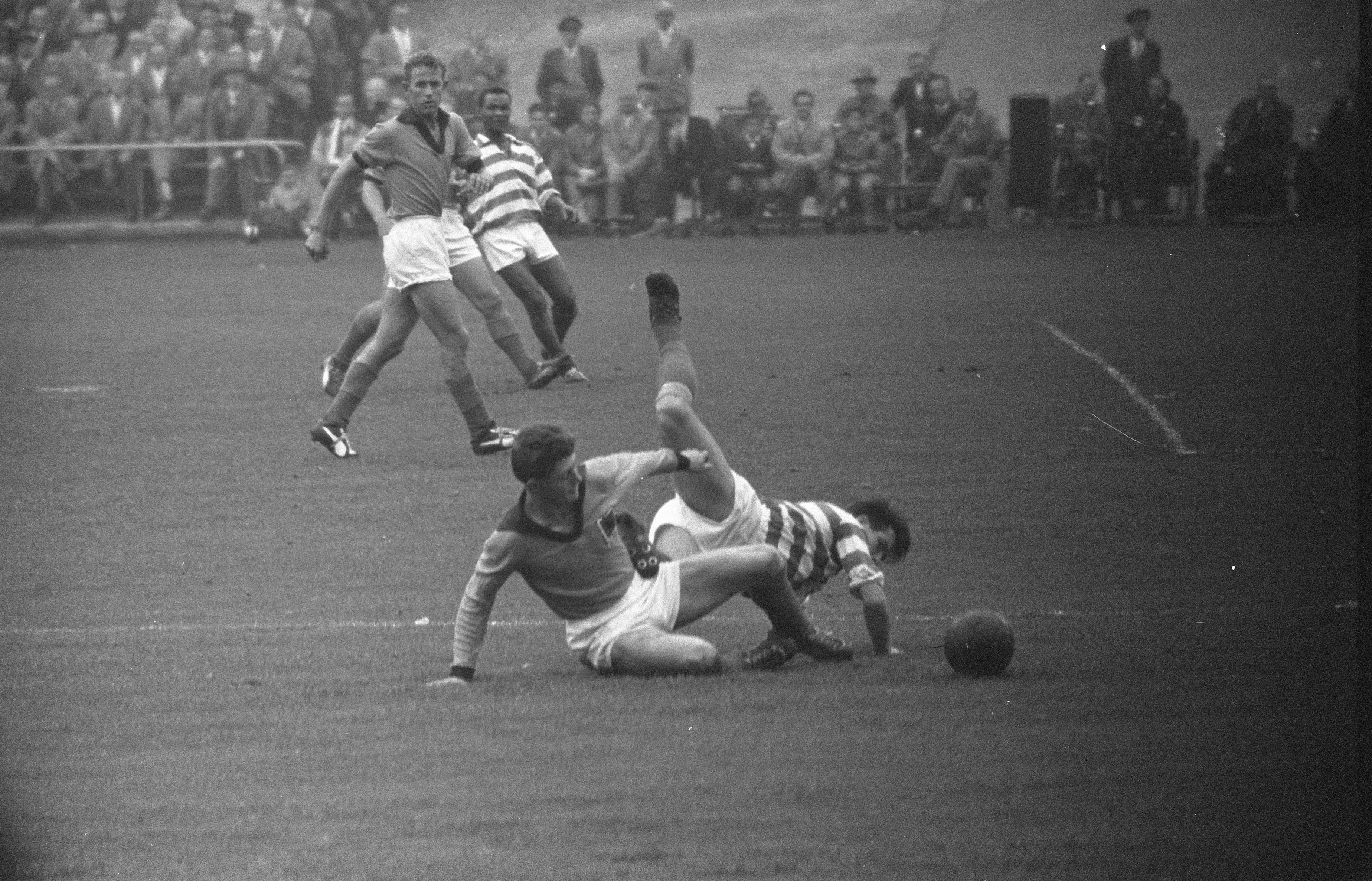
Blauw-Wit - Volendam, 11 de octubre de 1959

## Entrenadores
- Steve Bloomer (1918–1923)
- Jack Reynolds (1925–1928)
- Herbert Bellamy (1938–19xx)[2]
- Ron Dellow (1953-1955)
- Cor Sluyk (1956–1960)[3]
- Franz Fuchs (1960–1961)[4]
- Jack Mansell (1961–1962)[5]
- Keith Spurgeon (1962–1963)
- Franz Fuchs (1963–1964)[6]
- Wim Vaal (1964)[7]
- Keith Spurgeon (1964–1966)
- Janny van der Veen (1966–1968)
- Henk Wullems (1968–1971)[8]
- Janny van der Veen (1971–1972)[9]
- Kees Guyt (2006-2009)
- Leeroy Echteld (2009-2010)
- Roy van der Mije (2011-2012)
- Ulrich Landvreugd (2012)
- Jack de Gier (2012-2013)
- Ron van Niekerk (2013-2014)

## Blauw-Wit en Europa
| Temporada | Competición    | Ronda          | Club            | Resultado |
| --------- | -------------- | -------------- | --------------- | --------- |
| 1962/63   | Copa Intertoto | Fase de grupos | Pécsi Mecsek FC | 0-0, 2-5  |
| 1962/63   | Copa Intertoto | Fase de grupos | FK Velež Mostar | 3-2, 1-1  |
| 1962/63   | Copa Intertoto | Fase de grupos | VfV Hildesheim  | 4-3, 0-1  |